# Рябов Костянтин Костянтинович
Костянти́н Костянти́нович Ря́бов (* 25 березня 1945, Київ) — український графік. Член Національної спілки художників України від 1989 року.
1975 року закінчив Київський державний художній інститут (нині НАОМА — Національна академія образотворчого мистецтва і архітектури). Педагог із фаху — Іван Селіванов.
Основні твори:
- «Голос Леніна» (1975),
- «Вечоріє» (1975),
- «Андріївський узвіз» (1978),
- «Циганка-ворожка» (1982),
- «Кругле озеро» (1995).